# Grand Prix Jihoafrické republiky 1968
II Grand Prix of South Africa
- 1. leden 1968
- Okruh Kyalami
- 80 kol x 4,104 km = 328,320 km
- 162. Grand Prix
- 25. vítězství Jima Clarka
- 30. vítězství pro Lotus

Stupně vítězů
| Spojené království | Spojené království | Rakousko     |
| ------------------ | ------------------ | ------------ |
|                    | Jim Clark          |              |
| Graham Hill        | 1                  | Jochen Rindt |
| 2                  |                    | 3            |
|                    |                    |              |

## Výsledky
| Pozice | Jezdec               | Vůz           | Čas             |
| ------ | -------------------- | ------------- | --------------- |
| 1      | Jim Clark            | Lotus 49      | 1:53:56,6       |
| 2      | Graham Hill          | Lotus 49      | á 0:25,3s       |
| 3      | Jochen Rindt         | Brabham BT 24 | á 0:30,4s       |
| 4      | Chris Amon           | Ferrari 312   | á 2 kola        |
| 5      | Denny Hulme          | McLaren M5A   | á 2 kola        |
| 6      | Jean Pierre Beltoise | Matra MS7     | á 3 kola        |
| 7      | Jo Siffert           | Cooper T81    | á 3 kola        |
| 8      | John Surtees         | Honda RA300   | á 5 kol         |
| 9      | John Love            | Brabham BT20  | á 5 kol         |
|        | Odstoupili           |               |                 |
| 71     | Jackie Pretorius     | Brabham BT 11 | Neklasifikován  |
| 58     | Dan Gurney           | Eagle T1G     | únik oleje      |
| 51     | Jacky Ickx           | Ferrari 312   | únik oleje      |
| 46     | Jo Bonnier           | Cooper T81    | Přehřátí        |
| 43     | Jackie Stewart       | Matra MS9     | Motor           |
| 35     | Sam Tingle           | LDS Mk3       | Přehřátí        |
| 22     | Basil van Rooyen     | Cooper T79    | Motor           |
| 20     | Pedro Rodríguez      | BRM P126      | Palivový systém |
| 16     | Jack Brabham         | Brabham BT24  | Motor           |
| 13     | Andrea de Adamich    | Ferrari 312   | Nehoda          |
| 7      | Mike Spence          | BRM P115      | Palivový systém |
| 4      | Brian Redman         | Cooper T81B   | únik oleje      |
| 3      | Dave Charlton        | Brabham BT11  | Diferenciál     |
| 2      | Ludovico Scarfiotti  | Cooper T86    | Voda            |
|        | Nestartovali         |               |                 |
| *      | Tony Jefferies       | Cooper T55    | *               |

### Nejrychlejší kolo
- Jim Clark Lotus Ford Cosworth 1'237 - 176.516 km/h

### Vedení v závodě
- 1 kolo Jackie Stewart
- 2-88 kolo Jim Clark

### Postavení na startu
| 1                          |                              | 2                                |                                   | 3                                 |
| Jim Clark Lotus 1'21.6     |                              | Graham Hill Lotus 1'22.6         |                                   | Jackie Stewart Matra 1'22.7       |
|                            | 4                            |                                  | 5                                 |                                   |
|                            | Jochen Rindt Brabham 1'23.0  |                                  | Jack Brabham Brabham 1'23.2       |                                   |
| 6                          |                              | 7                                |                                   | 8                                 |
| John Surtees Honda 1'23.5  |                              | Andrea de Adamich Ferrari 1'23.6 |                                   | Chris Amon Ferrari 1'23.8         |
|                            | 9                            |                                  | 10                                |                                   |
|                            | Denny Hulme McLaren 1'24.0   |                                  | Pedro Rodríguez BRM 1'24.9        |                                   |
| 11                         |                              | 12                               |                                   | 13                                |
| Jacky Ickx Ferrari 1'24.9  |                              | Dan Gurney Eagle 1'25.6          |                                   | Mike Spence BRM 1'25.9            |
|                            | 14                           |                                  | 15                                |                                   |
|                            | Dave Charlton Brabham 1'26.2 |                                  | Ludovico Scarfiotti Cooper 1'26.3 |                                   |
| 16                         |                              | 17                               |                                   | 18                                |
| Jo Siffert Cooper 1'26.4   |                              | John Love Brabham / 1'27.0       |                                   | Jean Pierre Beltoise Matra 1'27.2 |
|                            | 19                           |                                  | 20                                |                                   |
|                            | Jo Bonnier Cooper 1'27.3     |                                  | Basil van Rooyen Cooper 1'27.8    |                                   |
| 21                         |                              | 22                               |                                   | 23                                |
| Brian Redman Cooper 1'28.0 |                              | Sam Tingle LDS 1'28.6            |                                   | Jackie Pretorius Brabham 1'29.0   |

### Zajímavosti
- V závodě představen vůz BRM P126 a Matra MS9
- Debutovali Andrea de Adamich, Basil van Rooyena Brian Redman.
- Startovní číslo 19 jelo 50 GP.
- 10 Pole positions pro motory Ford
- 10 GP pro Ludovica Scarfiottiho
- 25 a zároveň poslední vítězství Jima Clarka / zemřel v dubnovém závodě F2

| Pole position      | Vítězství          | Nej. kolo          |
| Spojené království | Spojené království | Spojené království |
| Jim Clark          | Jim Clark          | Jim Clark          |
| Lotus 49           | Lotus 49           | Lotus 49           |
| 1'21.6             | 1:53'56.6          | 1'23.7             |
| 181.059 km/h       | 172.886 km/h       | 176.516 km/h       |
| ------------------ | ------------------ | ------------------ |

### Stav MS
- Zelená - vzestup
- Červená - pokles

| * | Jezdec               | Body |
| - | -------------------- | ---- |
| 1 | Jim Clark            | 9    |
| 2 | Graham Hill          | 6    |
| 3 | Jochen Rindt         | 4    |
| 4 | Chris Amon           | 3    |
| 5 | Denny Hulme          | 2    |
| 6 | Jean Pierre Beltoise | 1    |

Pohár konstruktérů
| * | Vůz     | Body |
| - | ------- | ---- |
| 1 | Lotus   | 9    |
| 2 | Brabham | 4    |
| 3 | Ferrari | 3    |
| 4 | McLaren | 2    |
| 5 | Matra   | 1    |

| * | Stát           | Body |
| - | -------------- | ---- |
| 1 | Velká Británie | 19   |
| 2 | Nový Zéland    | 5    |
| 3 | Francie        | 1    |